# Rio Nith (Canadá)
O Rio Nith é um rio nos condados de Brant, Oxford e Perth e a municipalidade de Waterloo no sudoeste de Ontário, Canadá. O Rio Nith desagua no Rio Grand na cidade de Paris, e é nomeado em homenagem ao Rio Nith na Escócia.

## Curso
O Rio Nith começa em um bosque, à noroeste de Crosshill e à Oeste da estrada Regional 5 de Waterloo. flui norte, então faz uma curva e segue sudoeste até deaguar no Rio Grand em Paris.

## Recreação
No começo da primavera o fluxo de água possui um média de 30 a 40, mas pode facilmente ultrapassar os 200 m3/s, causando grandes alagamentos nas regioões planas. O Nith oferece ótimas condições de remo em Abril, mas em Maio, o fluxo cai para perto de 5 m3/s e as condições ideais de remada são perdidas.